# Michail Konstantinovič Kalatozov
Michail Konstantinovič Kalatozov, in georgiano Mikhail Kalatozishvili, in russo Михаил Константинович Калатозов? (Tbilisi, 28 dicembre 1903 – Mosca, 27 marzo 1973), è stato uno sceneggiatore, regista e direttore della fotografia sovietico, vincitore della Palma d'oro con Quando volano le cicogne (1957).

## Filmografia parziale
- Il sale della Svanezia (Marili svanets) (1930)
- Mužestvo (1939)
- Valerij Čkalov (1941)
- Nepobedimye (1942)
- Zagovor obrečёnnych (1950)
- Vichri vraždebnye (1953)
- Veri amici (Vernje družja) (1954)
- Pervyj ėšelon (1955)
- Quando volano le cicogne (Letjat žuravli) (1957)
- La lettera non spedita (Neotpravlennoe pismo) (1959)
- Soy Cuba (Soy Cuba) (1964)
- La tenda rossa (Krasnaja palatka) (1969)